# NGC 3444
NGC 3444 é uma galáxia espiral (Sbc) localizada na direcção da constelação de Leo. Possui uma declinação de +10° 12' 38" e uma ascensão recta de 10 horas, 52 minutos e 59,4 segundos.
A galáxia NGC 3444 foi descoberta em 25 de Março de 1865 por Albert Marth.